# Fortim de Inhobim
O Fortim de Inhobim localizava-se na na enseada de Inhobim, no litoral do estado da Paraíba, no Brasil.

## História
Em 1591, o Ouvidor-mor Antônio Coelho de Aguiar, concedeu permissão ao Capitão-mor da Capitania da Paraíba, Feliciano Coelho de Carvalho, para construir um forte no lugar denominado Inhobim, defendendo aquele ancoradouro. O Fortim de Inhobim, assim levantado, foi guarnecido por soldados do Forte do Cabedelo.
Também conhecido como Forte do rio Verde ou Forte do rio Azul, embora BARRETTO (1958) comprenda que teve curta existência, arrasado pelos indígenas da região (op. cit., p. 121), este forte foi extinto por Diogo de Campos Moreno em 1605 por ter se tornado inútil, estando indicado por João Teixeira Albernaz, o velho no mapa da Paraíba, sob a legenda "H - Casa que foi Forte do Imobo" (Livro que dá Razão do Estado do Brazil, c. 1616. Biblioteca Pública Municipal do Porto).